# Alfred Jahn

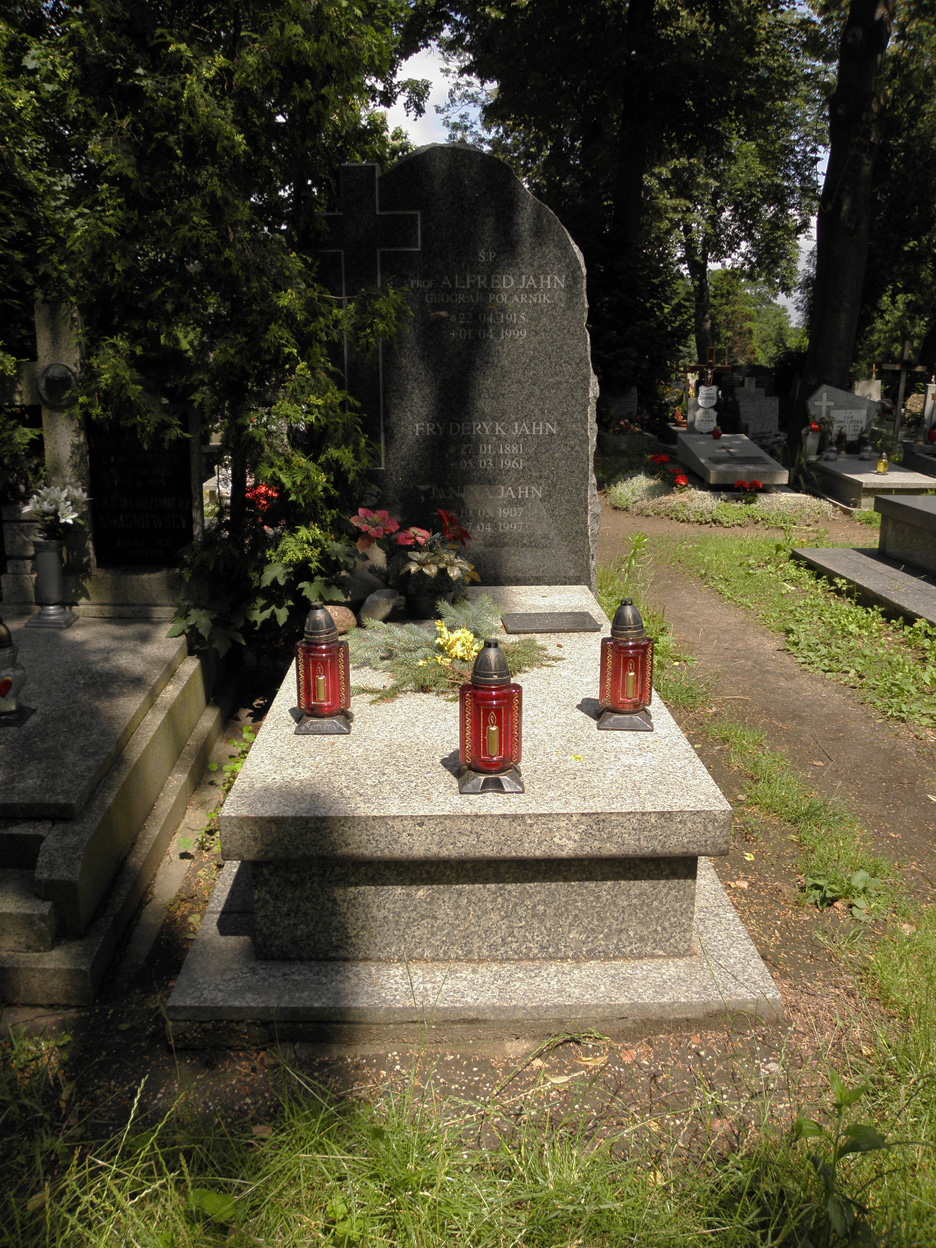
Grób profesora Alfreda Jahna na cmentarzu Świętego Wawrzyńca we Wrocławiu

Alfred Jahn (ur. 22 kwietnia 1915 w Kleparowie, zm. 1 kwietnia 1999 we Wrocławiu) – polski geograf, geomorfolog i polarnik, autor ponad 350 prac naukowych, rektor Uniwersytetu Wrocławskiego (1962–1968), członek rzeczywisty Polskiej Akademii Nauk.

## Życiorys
Urodził się w rodzinie Fryderyka (1881–1961), Austriaka z pochodzenia, z zawodu szewca, i Heleny z Jaworskich. Miał siostrę Janinę (1907–1997), nauczycielkę, oraz braci – Celestyna, prawnika i Bronisława, szewca, który zmarł podczas II wojny światowej w łagrze pod Władywostokiem. Ukończył we Lwowie szkołę powszechną i V Państwowe Gimnazjum im. Hetmana Stanisława Żółkiewskiego. W 1933 zdał maturę z pierwszą lokatą i podjął studia geograficzne na Uniwersytecie Jana Kazimierza, specjalizując się pod kierunkiem prof. Augusta Zierhoffera w geomorfologii. Skończył je w 1937 pracą dyplomową o rzeźbie północnej krawędzi Podola, po czym został asystentem Instytucie Geograficznym na tejże uczelni. Brał udział w wyprawie na Grenlandię, zorganizowanej przez Aleksandra Kosibę. Materiały naukowe z tej wyprawy posłużyły mu do napisania pracy doktorskiej Badania nad strukturą i temperaturą gleb w Zachodniej Grenlandii. Tytuł doktora filozofii Uniwersytetu Jana Kazimierza we Lwowie otrzymał w 1939.
Wojnę spędził w rodzinnym Lwowie. W 1940 ożenił się z Marią Szaynowską. W latach1941–1944 był karmicielem wszy w Instytucie Badań nad Tyfusem Plamistym i Wirusami prof. Rudolfa Weigla. Dzięki tej pracy przez dwa lata utrzymywała się cała rodzina. Po ponownym zajęciu Lwowa przez Sowietów (lipiec 1944) i po odmowie zatrudnienia na uniwersytecie, znalazł pracę w Urzędzie Geologicznym miasta Lwowa. W maju 1945 wraz z wieloma innymi Polakami został zmuszony do opuszczenia Lwowa.
W latach 1945–1949 był pracownikiem Uniwersytetu Lubelskiego (UMCS). W 1946 habilitował się u swego lwowskiego prof. Augusta Zierhoffera w Poznaniu, na podstawie dysertacji o utworach czwartorzędowych i morfologii doliny Bugu pod Sokalem. W tym okresie pracował także w Regionalnym Urzędzie Planowania Przestrzennego i przez 3 lata jako nauczyciel geografii w Liceum Rolniczym w Lublinie. W roku 1950 uzyskał tytuł profesora i objął funkcję kierownika zakładu geografii fizycznej, a później geomorfologii na Uniwersytecie we Wrocławiu. W latach 1962–1968 był rektorem tejże uczelni. Podczas demonstracji w marcu 1968 stanął po stronie strajkujących studentów, narażając się na represje ze strony komunistycznych władz.
W latach 1961–1967 był redaktorem „Acta Universitatis Wratislaviensis”, a w latach 1968–1997 „Czasopisma Geograficznego”.
Od 1971 był członkiem korespondentem, od 1983 członkiem rzeczywistym Polskiej Akademii Nauk, w latach 1981–1986 członkiem jej prezydium, a także członkiem Komitetu Nauk Geograficznych, Komitetu Zagospodarowania Ziem Górskich, Komitetu Badań Polarnych (w latach 1981–1984 jego przewodniczącym) i Komitetu Badań Czwartorzędu PAN. W latach 1988–1990 przewodniczył Komisji Nauk o Ziemi wrocławskiego Oddziału PAN. Ponadto był członkiem Belgijskiego Towarzystwa Geologicznego, Norweskiej Akademii Nauk, Niemieckiej Akademii Przyrodników Leopoldina, Międzynarodowego Towarzystwa Glacjologicznego i Międzynarodowego Stowarzyszenia Zmarzlinoznawstwa, a także założycielem i prezesem Klubu Polarnego (1971–1975), zrzeszającego polskich badaczy i podróżników polarnych.
W latach 1971–1975 pełnił funkcję prezesa Polskiego Towarzystwa Geograficznego. Inicjator akcji sprowadzenia do Wrocławia i wyeksponowania Panoramy Racławickiej. Od 1980 przewodniczący Społecznego Komitetu Odbudowy Panoramy Racławickiej.
Zmarł we Wrocławiu, pochowany na cmentarzu Św. Wawrzyńca.

## Dorobek naukowy

### Książkowe publikacje naukowe
- A. Jahn, 1956: Wyżyna Lubelska. Rzeźba i czwartorzęd. Prace Geograficzne IG PAN, 7, Warszawa.
- A. Jahn, 1966: Alaska. PWN.
- A. Jahn, 1970: Zagadnienia strefy peryglacjalnej. PWN.
- A. Jahn, 1971: Lód i zlodowacenia. PWN.
- A. Jahn, 1975: Problems of the periglacial zone. PWN.
- A. Jahn, 1992: Z morfologii Karpat Wschodnich. Wyd. Uniw. Wrocławskiego.

### Artykuły naukowe
- A. Jahn, 1980: Główne cechy i wiek rzeźby Sudetów. Czasopismo Geograficzne, t. LI, z. 2, s. 129–154.

### Publikacje inne
- A. Jahn, 1991: Z Kleparowa w świat szeroki. Zakład Narodowy im. Ossolińskich, Wrocław (autobiografia).
- A. Jahn, 1969: Grenlandia. Państwowe Wydawnictwo Wiedza Powszechna, Warszawa.

### Redaktor monografii
- A. Jahn (red.), 1985: Karkonosze polskie. Zakład Narodowy im. Ossolińskich (nie był autorem żadnego z rozdziałów)
- A. Jahn, S. Kozłowski, T. Wiszniowska (red.), 1989: Jaskinia Niedźwiedzia w Kletnie. Zakład Narodowy im. Ossolińskich (nie był autorem żadnego z rozdziałów)

## Ordery i odznaczenia
- Krzyż Komandorski z Gwiazdą Orderu Odrodzenia Polski[1]
- Złoty Krzyż Zasługi[1]
- Medal 10-lecia Polski Ludowej (7 maja 1955)[9]

## Nagrody i wyróżnienia
- Nagroda Państwowa III stopnia za pracę pt. Zjawiska krioturbacyjne strefy peryglacjalnej (1952)[10]
- tytuły doktora honoris causa uniwersytetów: Wrocławskiego (1985), Marii Curie-Skłodowskiej w Lublinie (1985)[11], Adama Mickiewicza w Poznaniu (1990) i Iwana Franki we Lwowie (1999)
- tytuł Honorowego Obywatela Wrocławia (1993)[12]

## Upamiętnienie

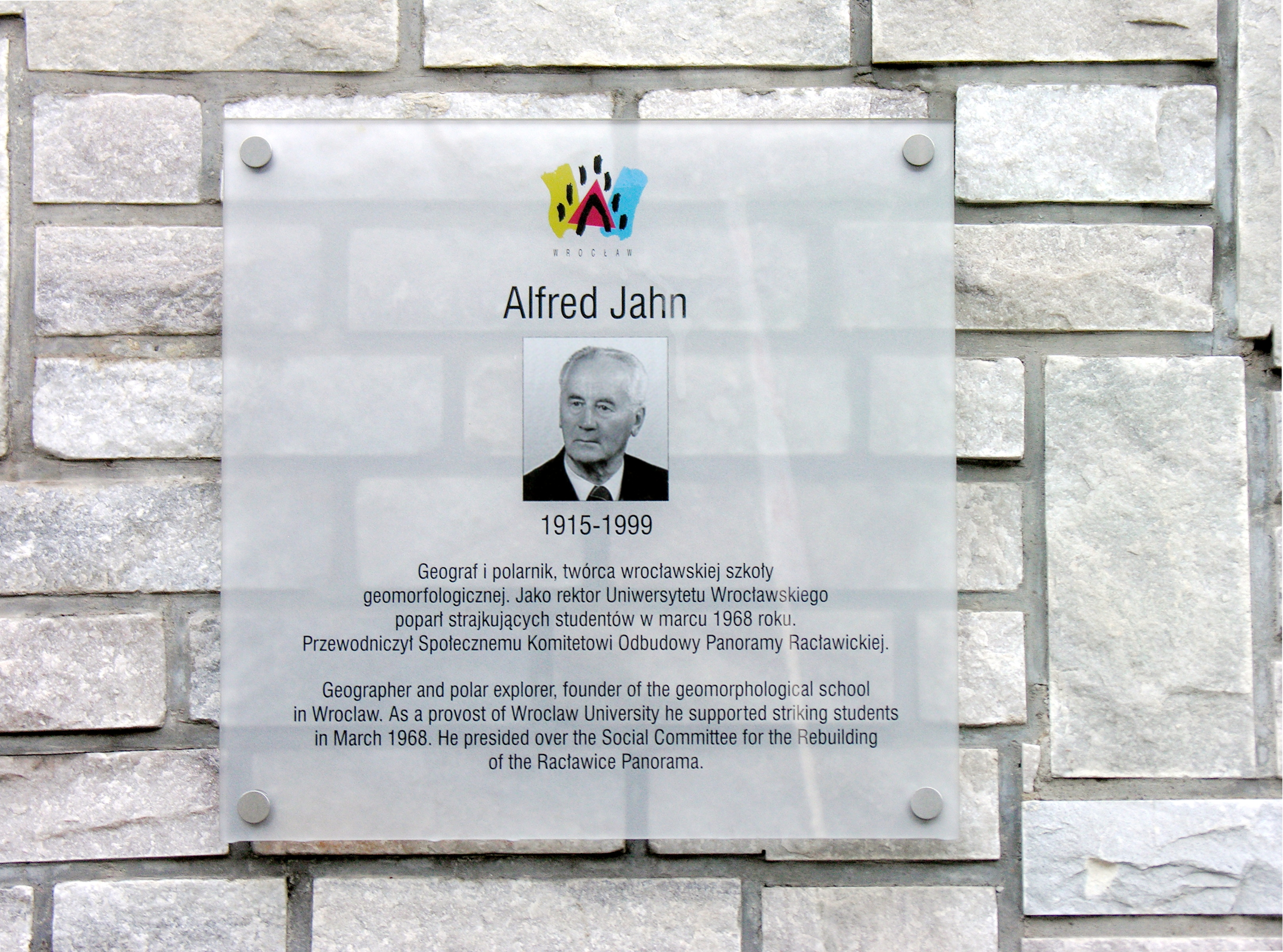
Tablica ku czci Alfreda Jahna na budynku Panoramy Racławickiej we Wrocławiu

Jego nazwiskiem nazwano jeden ze szczytów na Spitsbergenie. 30 grudnia 2004 na budynku Panoramy Racławickiej odsłonięto tablicę pamiątkową poświęconą profesorowi. W 2005 Gimnazjum nr 20 we Wrocławiu przyjęło Alfreda Jahna za patrona szkoły, a w 2006 jego marmurowe popiersie autorstwa Tomasza Rodzińskiego ustawiono w galerii „Wielcy Wrocławianie” we wrocławskim ratuszu. W 2022 roku na Uniwersytecie Wrocławskim powstało Centrum Badań Regionów Zimnych im. Alfreda Jahna, którego misją jest rozwój badań nad zmianami środowiskowymi zachodzącymi w regionach zimnych, ze szczególnym uwzględnieniem środowisk zmarzlinowych, peryglacjalnych i paraglacjalnych. Jednym z głównych celów instytucji jest również promowanie i dbanie o zachowanie dziedzictwa naukowego prof. Jahna. Siedziba Centrum została otwarta w budynku Biblioteki Uniwersytetu Wrocławskiego we wrześniu 2023 roku.